# يان دي كريك
جان دي كريك (بالهولندية: Jan de Kreek)‏ (و. 1903 – 1988 م) هو لاعب كرة قدم هولندي، ولد في ديفينتر، مركز لعبه هو مهاجم، توفي عن عمر يناهز 85 عاماً.